# Tour de San Salvador
La tour de San Salvador (en espagnol : Torre de la iglesia del Salvador) est une tour située à Teruel, dans la communauté autonome d'Aragon en Espagne. Elle est un exemple notable de l'architecture mudéjare. 

## Histoire

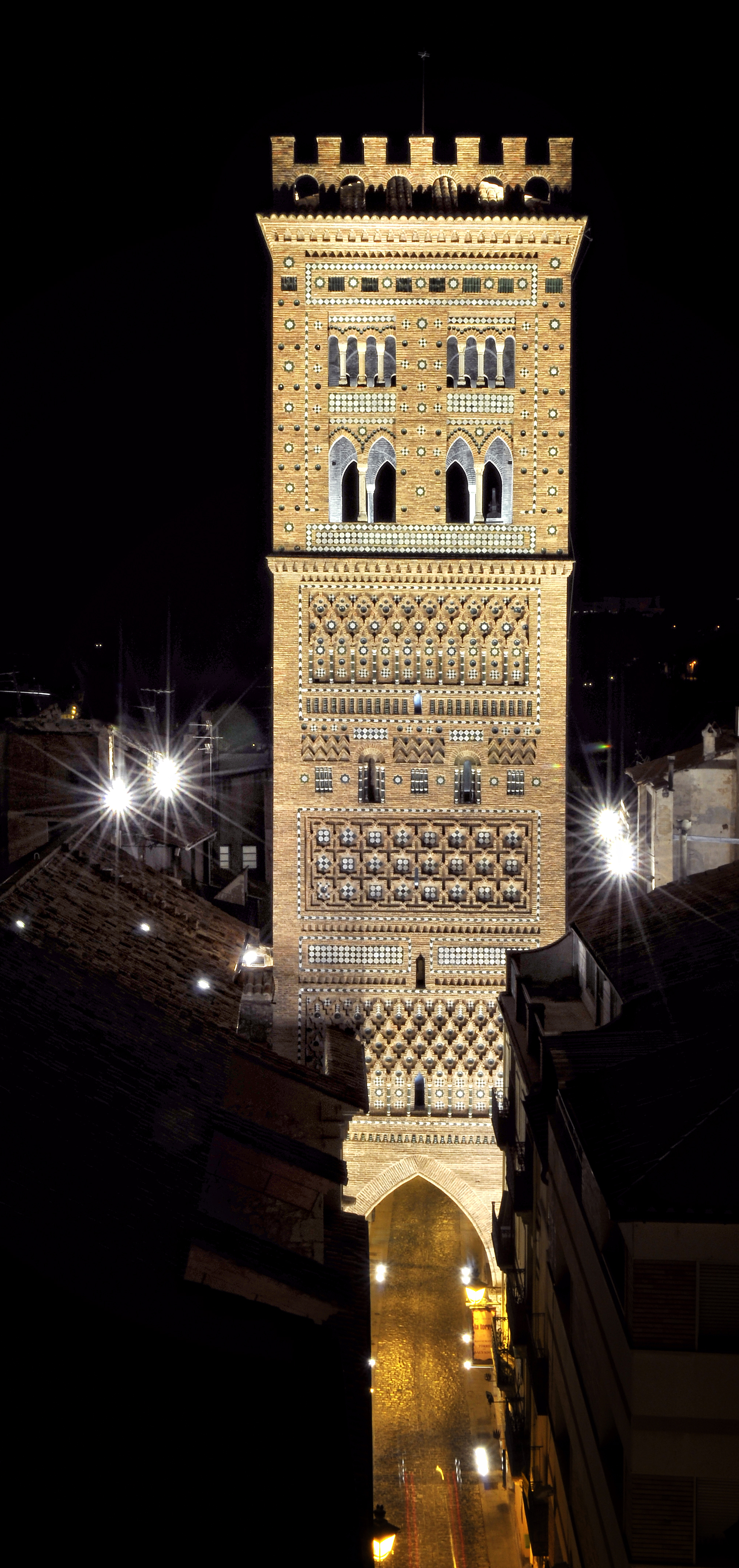
[http://www.teruelmudejar.com/home_fr.html Tour de San Salvador.

Elle a été construite par le royaume d'Aragon au XIVe siècle. Elle est très proche dans son allure à la tour de San Martín et à celle de la cathédrale de Teruel.

## Protection
Bien d'intérêt culturel depuis 1911, elle est également, depuis 1986, inscrite au patrimoine mondial de l'Unesco, via le groupe de monuments dénommé d'« Architecture mudéjare d’Aragon ».

## Voir aussi

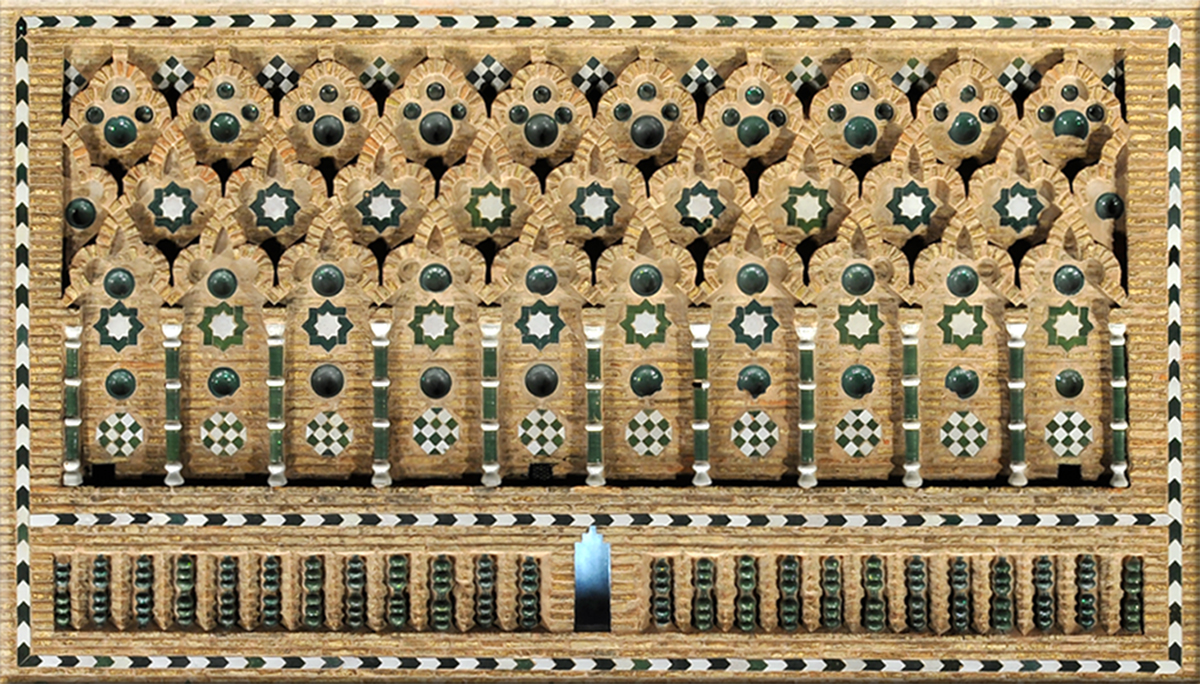
Décoration extérieure. Sebka.

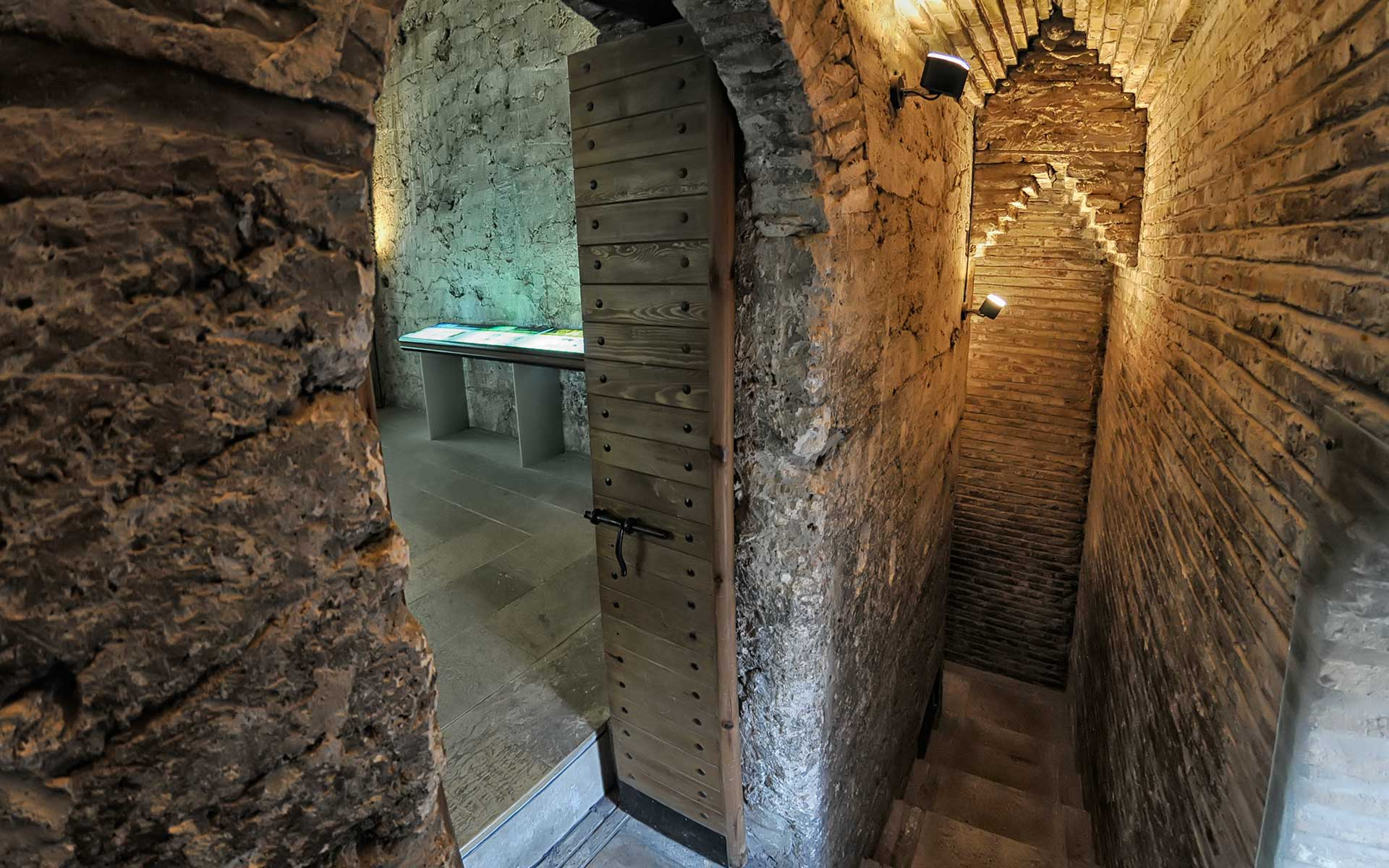
La partie centrale de la tour présente la même disposition que les minarets almohades.

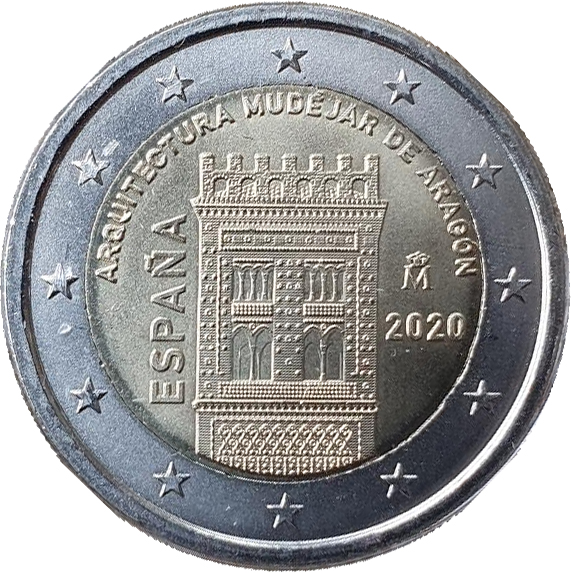